# Hypolepse
Als Hypolepse (zu altgr. ὑπόληψις) bezeichnet man
1. allgemein die Anschlussfähigkeit;
2. im Rhapsodenwettkampf die Regel, dass der nächste Rhapsode genau dort in der Rezitation des Homertextes fortfahren muss, an der sein Vorgänger aufgehört hat;
3. in der Rhetorik die Anknüpfung an das, was der Vorredner gesagt hat.

Allgemein bezeichnet Hypolepse also eine „Textkultur, in der auf Texte mit Texten reagiert wird – durch Zustimmung, Ablehnung, Weiterführung, Korrektur usw.“  Es handelt sich dabei also um eine Frühform von Intertextualität.